# ميغيل ميسيل نافارو
ميغيل ميسيل نافارو (بالإسبانية: Miguel Angel Navarro)‏ هو سباح أرجنتيني، ولد في 12 أكتوبر 1941.

## وصلات خارجية
- ميغيل ميسيل نافارو على موقع الاتحاد الدولي للسباحة (الإنجليزية)
- ميغيل ميسيل نافارو على موقع أوليمبيديا (الإنجليزية)